# Harke Iedema
Harke Iedema (Anjum, 23 april 1940 – Leeuwarden, 15 april 2023) was een Nederlands organist, tekenaar en historicus.

## Biografie

### Jeugd en opleiding
Iedema werd geboren in Anjum als zoon van Jan Iedema en Sieuwke Kingma. Hij groeide op als oudste in een gereformeerd gezin van zeven kinderen. Hij ontving zijn eerste orgellessen bij de plaatselijke organist Maaike Steen. Daarna vervolgde hij zijn studie bij Arjen van Lunen in Morra en Arnold Feddema in Damwoude. In 1959 haalde hij aan het N.O.V. in Amsterdam het Diploma Kerkelijk Orgelspel. In 1965 zette hij zijn studie voort aan de muziek-pabo in Leeuwarden waar hij les kreeg van Piet Post. Hij rondde deze studie in 1970 af met de onderwijsakte A. Enkele jaren daarna ontving hij onderwijsakte B.

### Loopbaan
Iedema werd in 1955 benoemd tot organist van de gereformeerde kerk in zijn geboorteplaats Anjum. In 1970 volgde zijn benoeming tot organist van de hervormde Sint-Martinuskerk in Ferwerd. Hierna was hij enkele jaren docent en adjunct-directeur aan streekmuziekschool van Noordoost-Friesland waar hij later benoemd werd tot directeur. Voor de muziekuitgeverij J.C. Willemsen bracht hij vijf bundeltjes met orgelmuziek uit met daarin twintig bewerkingen uit het Liedboek voor de Kerken. Voor de serie "Orgelklanken" heeft hij ruim zeven koraalbewerkingen geschreven.
Idema was naast zijn muzikale werk ook historicus. Zo bracht hij in 1976 zijn boek Van Anigheim tot Anjum uit, waarin hij schreef over de geschiedenis van zijn geboortedorp. Later verschenen er ook jubileumboeken over de geschiedenis van het christelijk onderwijs, de fanfarekorps ”Halleluja” en de voetbalvereniging in Anjum. In de jaren 90 verscheen van hem de jeugdroman Willem Taeckes uit Anjum. In zijn vrije tijd hielt hij zich voornamelijk bezig met tekenen en schilderen. Zo maakte hij een groot aantal pentekeningen met historische gebouwen in en rondom Anjum en maakt kalligrafische teksten. In 2001 werd hij benoemd tot Ridder in de Orde van Oranje-Nassau.

## Muziekstukken
Dit is een selectie koraalbewerkingen uit de serie "Orgelklanken"
- Morgenglans der eeuwigheid
- O grote God die liefde zijt
- Ik heb U lief, o mijn beminde
- Herders, ik boodschap, blij van stem
- God is tegenwoordig
- Aan de deur van ’s harten woning
- Neem, Heer, mijn beide handen
- Mijn Verlosser hangt aan ’t kruis
- Als Hij maar van mij is
- O Jezus, hoe vertrouwd en goed
- Glorie zij aan Jezus
- ’t Is middernacht en in de hof
- Neem mijn leven, laat het Heer